# كريم حسين (كاتب)
كريم حسين هو كاتب سيناريو كندي، ولد في 16 يوليو 1974 في أوتاوا في كندا.

## وصلات خارجية
- كريم حسين على موقع IMDb (الإنجليزية)
- كريم حسين على موقع ألو سيني (الفرنسية)
- كريم حسين على موقع أول موفي (الإنجليزية)
- كريم حسين على موقع قاعدة بيانات الأفلام السويدية (السويدية)
- كريم حسين على موقع قاعدة بيانات الفيلم (الإنجليزية)
- كريم حسين على موقع كينوبويسك (الروسية)